# Novi (Abinsk, Krasnodar)
Novi (del ruso: Новый) es un posiólok del raión de Abinsk del krai de Krasnodar en el sur de Rusia. Está situado a orillas del río Jabl, de la cuenca del Kubán, 20 km al sudeste de Abinsk y 65 km al suroeste de Krasnodar, la capital del krai. Tenía 889 habitantes en 2010
Pertenece al municipio Jolmskoye.